# James Lighthill
Sir Michael James Lighthill (roepnaam James) (Parijs, 23 januari 1924 - Sark, 17 juli 1998) was een Brits toegepast wiskundige en grondlegger van de aeroakoestiek.

## Jeugd
Doordat zijn vader, een mijningenieur, in de ziektewet liep, werd James mede door zijn vader opgevoed. Deze leerde hem al op jonge leeftijd lezen en schrijven, en op een leeftijd van 7 jaar bezat James het intelligentiequotiënt van een veertienjarige. Toen James op 14-jarige leeftijd Principia Mathematica van Bertrand Russell en Alfred Whitehead doorworstelde, werd hem duidelijk dat zijn fascinatie de wiskunde betrof.

## Studie
Hij ging al op de leeftijd van 15 studeren aan de universiteit van Cambridge te Engeland, en kreeg daar ook een beurs voor. Deze beurs kon hij echter pas gaan gebruiken toen hij de minimumleeftijd voor die beurs, 17, had bereikt.

## Carrière
Na zijn doctoraal examen solliciteerde Lighthill al aan het Farnborough-instituut, waar zijn vriendin Nancy Dumaresq ook werkte sinds een jaar, maar nadat zij achter zijn motieven waren gekomen, werd hij niet aangenomen. Later zou hij de jongste directeur ooit zijn die er werd benoemd. In plaats van in Farnborough werd Lighthill benoemd in het Nationaal Fysisch Laboratorium te Teddington, waar hij een groot deel van zijn tijd besteedde aan supersonische aerodynamica. Zo deed Lighthill onder meer onderzoek naar de liftkracht. Nancy zou hem na enige tijd volgen, en zowel zijn echtgenote als assistente zijn.
In 1945 keerde Lighthill terug naar Cambridge, waar hij ging werken aan de pure wiskunde aan het Trinity College. Na een half jaar kwam hij er echter achter dat de aerodynamica hem toch meer trok, en accepteerde hij een assistentschap aan de Universiteit van Manchester bij zijn voormalige superieur uit Teddington, Sydney Goldstein, die zojuist was benoemd tot hoogleraar in de toegepaste wiskunde in Manchester. Toen deze in 1960 vertrok volgde Lighthill hem op als hoogleraar.
In 1959 werd Lighthill daarnaast de jongste directeur ooit van het Royal Aircraft Establishment. In de jaren erna zou Lighthill nog vele hoogleraarschappen toegekend krijgen, waaronder aan het Imperial College als Royal Society-hoogleraar (1964 - 1969) en als Lucasian hoogleraar in de wiskunde aan het Trinity College (1969 - 1979) waarin hij werd opgevolgd door Stephen Hawking. In 1998 kreeg Lighthill de Copley Medal.
Lighthill is vooral bekend geworden om de Lighthill-benaderingen, zijn werk aan de aerodynamica en zijn nieuwe beschrijving van golven.

## Overlijden
Lighthills stierf in 1998 tijdens het bedrijven van zijn favoriete hobby openwaterzwemmen. Een tocht om het eiland Sark, een prestatie die hij al meerdere keren met succes had volbracht, werd hem fataal.